# КК Викторија либертас Пезаро
КК Викторија либертас Пезаро (итал. Victoria Libertas Pesaro)  италијански је кошаркашки клуб из Пезара. Тренутно се такмичи у Серији А. Из спонзорских разлога од 1975. до 2014. године био је познат под именом Скаволини Пезаро. 

## Успеси

### Национални
- Првенство Италије:

Првак (2): 1988, 1990.
- Куп Италије:

Освајач (2): 1985, 1992.

### Међународни
- Куп Рајмунда Сапорте:

Освајач (1): 1983.
Другопласирани (2): 1986, 1987.
- Куп Радивоја Кораћа:

Другопласирани (2): 1990, 1992.

## Спонзорска имена
- Бенели Пезаро (1952-1958)
- Ланко Пезаро (1958-1961)
- Алгор Пезаро (1961-1963)
- Бутангас Пезаро (1966-1969)
- Фриц Пелмо Пезаро (1969-1970)
- Тропикали Пезаро (1970-1971)
- Максмобили Пезаро (1971-1975)
- Скаволини Пезаро (1975-2014)
- Конзултинвест Пезаро (2014-2017)

## Познатији играчи
- Александар Ђорђевић
- Драган Кићановић
- Мирослав Берић
- Алфонсо Форд
- Данијел Хакет